# Оскар Паркс
Оскар Паркс (англ. Oscar Parkes; 8 жовтня 1885 — 24 червня 1958) — хірург Королівського флоту, історик військово-морського флоту, художник-мариніст та редактор Jane's Fighting Ships з 1918 по 1935 рік. Офіцер ордену Британської імперії. Він був співробітником Королівської установа військово-морських конструкторів.  Імператорський воєнний музей та Національний морський музей мають постійні колекції його творів мистецтва. Його книга «Британські лінійні кораблі: від " Warrior"», 1860 -" Vanguard ", 1950. Історія проєктування, будівництва та озброєння» розглядається як класична.

## Дитинство та юність

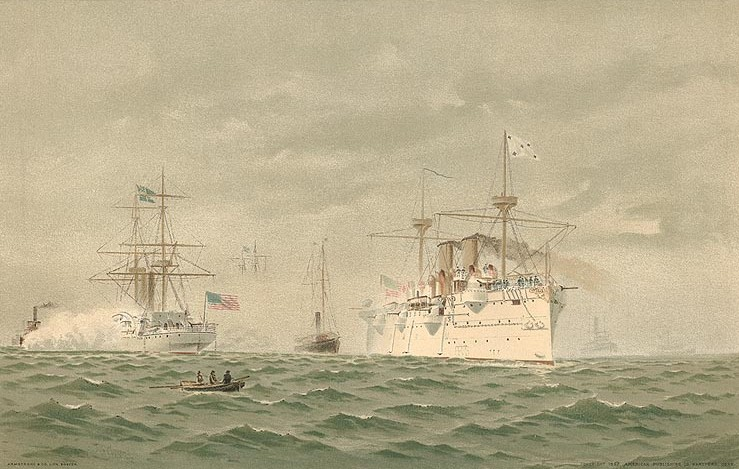
Натхнення Паркса, USS Baltimore (справа), картина Фреда С. Коззенса

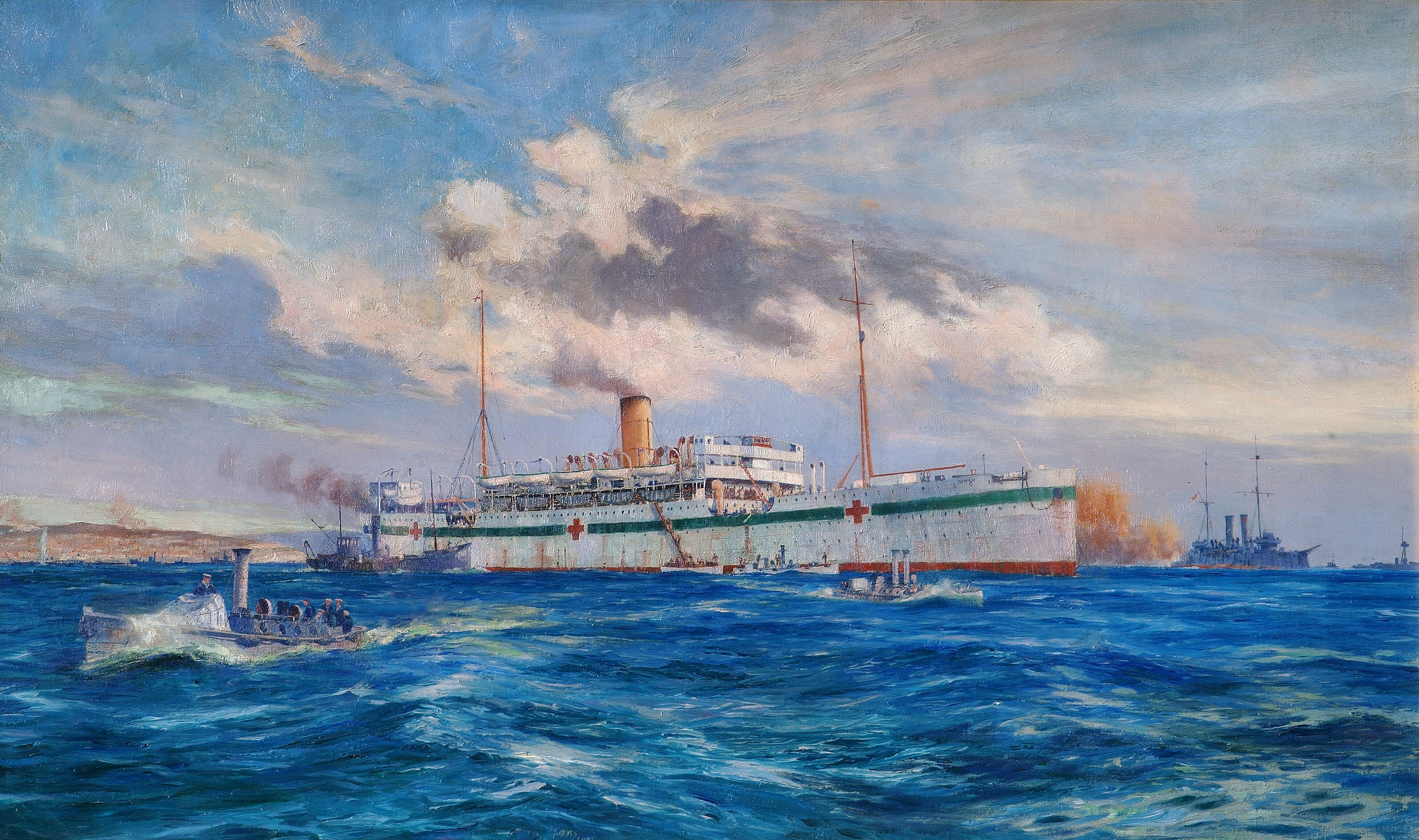
Госпітальний корабель HMHS Somali біля мису Гелла в 1915, картина Паркса

Народився поблизу Бірмінгема у родині лікаря.  
Інтерес Паркса до військових кораблів з'явився ще у ранньому дитинстві. у віці 4 роки його дуже вразило зображення американського крейсера «Балтімор» на коробці з печивом. 

## Літературна діяльність.
Окрім ролі редактора «Jane's Fighting Ships», Паркес вніс численні військово-морські статті до журналу «Ліга Військово- морського флоту», академічного журналу морської історії Товариства морських досліджень, «Mariner's Mirror», та інших журналів. Як лікар Паркс писав медичні статті про боротьбу з різними хворобами, зокрема з ревматизмом, методи електротерапії, озонотерапії та іншими медичні статті. 